# Satz von Bolzano-Weierstraß
Der Satz von Bolzano-Weierstraß (nach Bernard Bolzano und Karl Weierstraß) ist ein Satz der Analysis über die Existenz konvergenter Teilfolgen.

## Formulierungen des Satzes von Bolzano-Weierstraß
Für den Satz von Bolzano-Weierstraß gibt es folgende Formulierungen, die alle äquivalent zueinander sind:
- Jede beschränkte Folge komplexer Zahlen (mit unendlich vielen Gliedern) enthält (mindestens) eine konvergente Teilfolge.
- Jede beschränkte Folge komplexer Zahlen (mit unendlich vielen Gliedern) hat (mindestens) einen Häufungspunkt.
- Jede beschränkte Folge reeller Zahlen hat (mindestens) einen Häufungspunkt.

## Beweisskizze
Der Beweis der allgemeinen Aussagen wird auf die eindimensionale reelle Aussage zurückgeführt. Diese kann man beweisen, indem man gleichzeitig eine Intervallschachtelung {\displaystyle (I_{k}=[u_{k},v_{k}])_{k\in \mathbb {N} }} und eine Teilfolge {\displaystyle (a_{n_{k}})_{k\in \mathbb {N} }} konstruiert, so dass für jedes {\displaystyle k\in \mathbb {N} } gilt {\displaystyle a_{n_{k}}\in I_{k}}. Diese zwei Folgen werden rekursiv konstruiert.
1. Als Startpunkt dient das Intervall {\displaystyle I_{1}=[u_{1},v_{1}]=[-L,\,L]}, wobei L eine Schranke der Folge ist, d. h. alle Folgeglieder sind im Intervall enthalten. Weiter kann {\displaystyle a_{n_{1}}=a_{1}} als erstes Glied der zu bestimmenden Teilfolge gesetzt werden.
2. Im Schritt von k zu k+1 enthält das Intervall {\displaystyle I_{k}=[u_{k},v_{k}]} unendlich viele Folgeglieder.
  1. Zuerst wird das Intervall {\displaystyle I_{k}=[u_{k},v_{k}]} halbiert in {\displaystyle [u_{k},t_{k}]} und {\displaystyle [t_{k},v_{k}]} mit dem Mittelpunkt {\displaystyle t_{k}={\tfrac {1}{2}}(u_{k}+v_{k})}.
  2. Es können nicht in beiden Teilintervallen nur endlich viele Folgeglieder liegen. Es kann also immer ein Teilintervall mit unendlich vielen Folgenglieder ausgewählt werden, diese Hälfte wird mit {\displaystyle I_{k+1}} bezeichnet.
  3. Schließlich wird das nächste Glied {\displaystyle a_{n_{k+1}}} der Teilfolge als das erste Element {\displaystyle a_{m}} bestimmt, das in {\displaystyle I_{k+1}} liegt und dessen Index größer ist als der des zuvor gewählten Elements, {\displaystyle m>n_{k}}.
3. Der Rekursionsschritt wird für alle {\displaystyle k\in \mathbb {N} } durchgeführt. Das betrachtete Intervall wird dabei immer kleiner, {\displaystyle |I_{k+1}|={\tfrac {1}{2}}|I_{k}|}, die Länge konvergiert gegen Null, wie es von einer Intervallschachtelung verlangt wird. Nach der Konstruktion ist der gemeinsame Punkt aller Intervalle {\displaystyle \textstyle \bigcap _{k\in \mathbb {N} }I_{k}=\{x^{*}\}}, auch schon der Grenzwert der Teilfolge, {\displaystyle \textstyle \lim _{k\to \infty }a_{n_{k}}=x^{*}}, und damit ein Häufungspunkt der vorgegebenen beschränkten Folge.

Um den größten Häufungspunkt zu bestimmen, muss man, wann immer möglich, das obere Teilintervall wählen, für den kleinsten Häufungspunkt das untere Teilintervall.
Der Beweis beruht entscheidend auf dem Intervallschachtelungsprinzip, welches wiederum äquivalent ist zur Vollständigkeit der reellen Zahlen.

## Visualisierung der Beweisskizze

Gegeben sei eine beschränkte Folge {\displaystyle (x_{n})_{n\in \mathbb {N} }}. Diese besitzt damit eine untere Schranke {\displaystyle s} und eine obere Schranke {\displaystyle S}.
Als erstes Intervall der Intervallschachtelung wählt man {\displaystyle I_{1}=[s,S]}.
Das Intervall {\displaystyle I_{1}} wird in zwei gleich große Teilintervalle unterteilt.
Als zweites Intervall {\displaystyle I_{2}} der Intervallschachtelung wählt man das Teilintervall, welches unendlich viele Folgenglieder von {\displaystyle (x_{n})_{n\in \mathbb {N} }} besitzt. Wenn beide Teilintervalle unendlich viele Glieder von {\displaystyle (x_{n})_{n\in \mathbb {N} }} besitzen, wählt man irgendeines der beiden Teilintervalle als {\displaystyle I_{2}}.
Das Intervall {\displaystyle I_{2}} wird wieder in zwei Teilintervalle zerlegt.
Auch hier wählt man das Teilintervall als drittes Intervall {\displaystyle I_{3}}, welches unendlich viele Folgeglieder von {\displaystyle (x_{n})_{n\in \mathbb {N} }} besitzt.
Diesen Prozess wiederholt man unendlich oft. So erhält man eine Intervallschachtelung {\displaystyle (I_{n})_{n\in \mathbb {N} }}. Aus dem Intervallschachtelungsprinzip folgt, dass es eine Zahl {\displaystyle x} gibt, die in allen Intervallen {\displaystyle I_{n}} enthalten ist. Diese Zahl ist dann auch Häufungspunkt der Folge {\displaystyle (x_{n})_{n\in \mathbb {N} }}.

## Verallgemeinerungen

### Endlichdimensionale Vektorräume
Die komplexen Zahlen werden im Kontext dieses Satzes als zweidimensionaler reeller Vektorraum betrachtet. Für eine Folge {\displaystyle (a_{n})_{n\in \mathbb {N} }\subset \mathbb {R} ^{n}} von Spaltenvektoren mit n reellen Komponenten wählt man zuerst eine Teilfolge, die in der ersten Komponente konvergiert. Von dieser wählt man wieder eine Teilfolge, die auch in der zweiten Komponente konvergiert. Die Konvergenz in der ersten Komponente bleibt erhalten, da Teilfolgen konvergenter Folgen wieder konvergent mit demselben Grenzwert sind. Und so weiter, bis die n-te Teilfolge auch in der letzten Komponente konvergiert.

### Unendlichdimensionale Vektorräume
Der Satz von Bolzano-Weierstraß gilt nicht in unendlichdimensionalen normierten Vektorräumen. So ist z. B. die Folge der Einheitsvektoren (0,0,...,0,1,0,...,0,...) im Folgenraum {\displaystyle \ell _{2}(\mathbb {R} )} beschränkt, hat aber keinen Häufungspunkt, da alle Folgenglieder einen Abstand von {\displaystyle {\sqrt {2}}} voneinander haben. Dieses Gegenbeispiel lässt sich auf beliebige unendlichdimensionale normierte Räume verallgemeinern, man kann darin immer eine unendliche Folge von Vektoren der Länge 1 konstruieren, die untereinander paarweise einen Abstand von wenigstens 1/2 besitzen.
Als Ersatz für den Satz von Bolzano-Weierstraß in unendlichdimensionalen Vektorräumen existiert in reflexiven Räumen folgende Aussage, die aus dem Satz von Eberlein–Šmulian folgt: Jede beschränkte Folge eines reflexiven Raumes besitzt eine schwach konvergente Teilfolge. Zusammen mit den sobolevschen Einbettungssätzen liefert die Existenz von schwach konvergenten Teilfolgen beschränkter Folgen häufig Lösungen von Variationsproblemen und damit partiellen Differentialgleichungen.

## Folgerungen und Verallgemeinerungen
Aus dem Satz von Bolzano-Weierstraß folgt, dass jede monotone und beschränkte Folge reeller Zahlen konvergiert (Monotoniekriterium) und dass eine stetige Funktion auf einem abgeschlossenen und beschränkten Intervall ein Maximum bzw. ein Minimum annimmt (Satz vom Minimum und Maximum).
Der Satz von Bolzano-Weierstraß ist eng verwandt mit dem Satz von Heine-Borel. Eine Verallgemeinerung beider Sätze auf topologische Räume besagt: Ein topologischer Raum ist genau dann ein kompakter Raum, wenn jedes Netz ein konvergentes Teilnetz hat.